# Cos menor del sistema solar

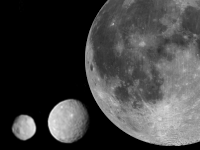
D'esquerra a dreta, reproducció a escala de Vesta, Ceres i la Lluna. Ceres és el planeta nan més petit, i Vesta el cos menor més gran (exceptuant els objectes transneptunians)

Un cos menor del sistema solar (CMSS o de l'anglès SSSB, small Solar System body) és, segons la resolució de la UAI (Unió Astronòmica Internacional) del 22 d'agost de 2006, un cos celeste que orbita a l'entorn del Sol i que no és planeta, ni planeta nan, ni satèl·lit:

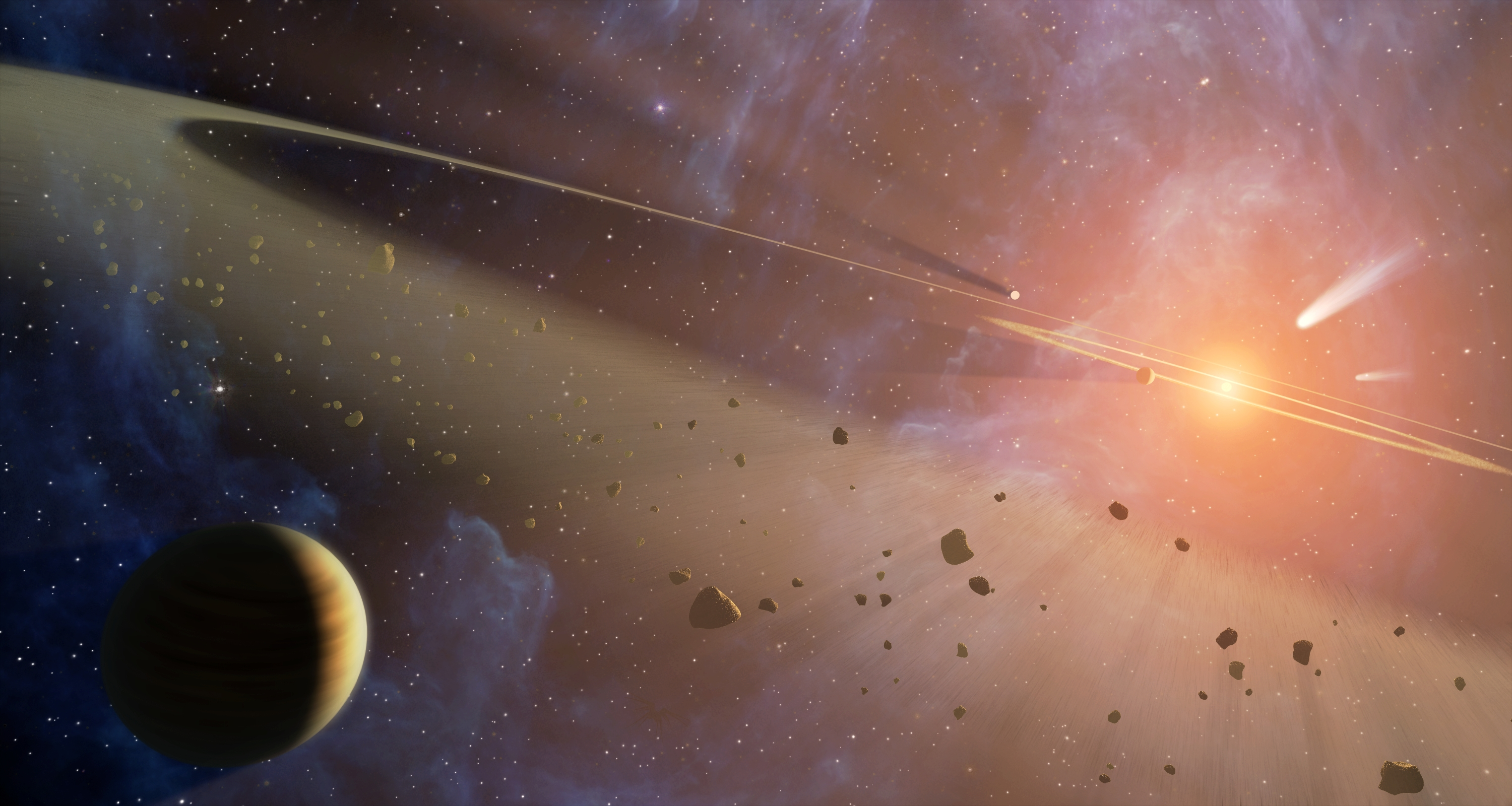
Recreació artística del naixement del sistema solar (NASA)

| « | Tots els altres objectes (referit als que no siguin ni planetes ni planetes nans ni satèl·lits), i que orbiten al voltant del Sol, s'han de denominar col·lectivament "cossos menors del sistema solar" (Small Solar-System Bodies). Aquests actualment inclouen la majoria dels asteroides del sistema solar, la majoria dels objectes transneptunians (OTN), cometes, i altres petits cossos. | » |

Per tant, segons la definició de la UAI, són cossos menors del sistema solar, independentment de la seva òrbita i composició:
- Els asteroides.
- Els OTN, (Objectes transneptunians).
- Els cometes.
- Els meteoroides.

Segons les definicions de planeta i de planeta nan, que atenen a l'esfericitat de l'objecte a causa de la seva gran massa, es pot definir com a cos menor del sistema solar, per exclusió, tot cos celeste que, sense ser un satèl·lit, no hagi aconseguit prou grandària o massa com per adoptar una forma essencialment esfèrica.
Segons algunes estimacions, la massa requerida per a aconseguir la condició d'esfericitat se situaria a l'entorn dels 5 x 1020 kg, i en resulta el diàmetre mínim a l'entorn dels 800 km. No obstant això, característiques com la composició química, la temperatura, la densitat o la rotació dels objectes poden variar notablement les grandàries mínimes requerides, per la qual cosa es va rebutjar assignar valors apriorístics a la definició, deixant la resolució individual de cada cas a l'observació directa.
Segons la UAI, alguns dels cossos menors del sistema solar més grans podrien reclassificar-se en el futur com a planetes nans, després d'un examen per determinar si estan en equilibri hidroestàtic, és a dir, si són prou grossos perquè la seva gravetat venci les forces del sòlid rígid fins a haver adoptat una forma essencialment esfèrica.
Exceptuant els objectes transneptunians, els cossos menors del sistema solar de major grandària són Vesta i Pal·les, amb una mica més de 500 km de diàmetre.